# 黒い編笠
『黒い編笠』（くろいあみがさ）は、1968年9月1日から1969年9月28日まで松竹と朝日放送の共同制作により、TBS系列局で放送されていた時代劇である。ダイハツ工業の一社提供。全57話。放送時間は毎週日曜 18:30 - 19:00 （日本標準時）。

## 概要
主演は同じくTBS系の『月光仮面』と『隠密剣士』で主人公を演じた大瀬康一で当枠では『バックナンバー333』（1965年 - 1966年）以来、2年振りの主演となった。
本作の終了後、ダイハツはTBS系テレビ番組の提供を中断していたが18年半後の1988年4月にスタートした『噂的達人』で提供を再開した。

## あらすじ
時は江戸時代初期、徳川三代将軍・徳川家光の頃、戦国時代の動乱もようやく収まったこの時期、橘右近は家光から国土と民衆を守る様に命じられ、黒い編笠を被って旅に出た。

## キャスト
- 橘右近：大瀬康一
- みどり：土田早苗
- 三尺三平：石川進
- ほか

## スタッフ
- 脚本：鈴木生朗、高橋稔
- 監督：松田定次、松野宏軌
- 音楽：渡辺岳夫
- 制作：松竹、朝日放送

## 主題歌
主題歌「孤独の夕陽」
作詞：みおたみずほ / 作曲：渡辺岳夫 / 編曲：松山茂 / 歌：ザ・ワンダース
挿入歌「黒い編笠」
作詞：もず唱平 / 作曲：山室敏男 / 編曲：大沢保郎 / 歌：大瀬康一
「孤独の夕陽」は『TV時代劇グレイテスト・ヒッツ (2) 〜歌うチャンバラ・パラダイス〜』（2003年 / テイチク）に、「黒い編笠」は『TV時代劇グレイティスト・ヒッツ』（2002年 / テイチク）に収録されている。

## サブタイトル
- 第1話 陰謀討つべし
- 第2話 消された男
- 第3話 命がけの女
- 第4話 いざ天街道
- 第5話 ゆだん大敵
- 第6話 祭りにきた男
- 第7話 正義の味方
- 第8話 過去が呼ぶ
- 第9話 地獄の道
- 第10話 荒野の狼
- 第11話 追跡
- 第12話 危険がいっぱい
- 第13話 高原に死す
- 第14話 江戸の黒い霧 前編
- 第15話 江戸の黒い霧 後編
- 第16話 狙われた女
- 第17話 海賊の唄 前編
- 第18話 海賊の唄 後編
- 第19話 初春太平記
- 第20話 蒸発した男
- 第21話 草笛よ永遠に
- 第22話 殺しの剣法
- 第23話 鬼が外にいた
- 第24話 はぐれ鳥
- 第25話 海鳴り太鼓
- 第26話 殿様道中
- 第27話 女の節句
- 第28話 胡弓は夜に鳴る
- 第29話 謎の手まり
- 第30話 死を呼ぶ手まり唄
- 第31話 地獄への招待
- 第32話 顔のない男
- 第33話 隠密非道
- 第34話 瀬の本高原の対決
- 第35話 まぼろし道人
- 第36話 逃亡
- 第37話 潜行
- 第38話 脱出
- 第39話 復讐
- 第40話 五人のくの一
- 第41話 くの一三度笠
- 第42話 袋の中のくの一
- 第43話 勢揃い馬っ子祭り
- 第44話 母恋殺法
- 第45話 北海に立つ剣
- 第46話 三吉馬子唄
- 第47話 無明剣
- 第48話 山猫が恋をした
- 第49話 山に呼ぶ
- 第50話 飛び出した姫君
- 第51話 忍者と姫君
- 第52話 狙われた姫君
- 第53話 あの城に夢あり
- 第54話 仇討ち走馬灯
- 第55話 奇妙な追手
- 第56話 父恋い峠
- 第57話 編笠よさらば

## コミカライズ
堀江卓による本作の漫画化作品が、月刊誌『ぼくら』（講談社刊）に連載された。

## 参考資料
- テレビドラマデータベース[どれ?]
- 配役宝典（サブタイトル）